# Фоліньйо
Фоліньо (італ. Foligno) — місто та муніципалітет в Італії, у регіоні Умбрія, провінція Перуджа.
Фоліньо розташоване на відстані близько 120 км на північ від Рима, 32 км на південний схід від Перуджі.
Населення — 57 245 осіб (2014).

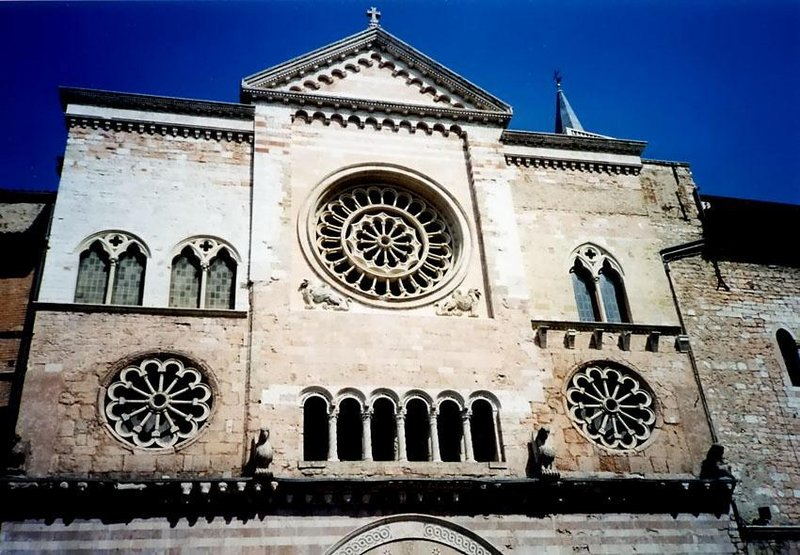

Щорічний фестиваль відбувається 24 січня. Покровитель — San Feliciano Vescovo e Martire.

## Демографія
Населення за роками:

Станом на 1 січня 2023 року в муніципалітеті офіційно проживали 6374 іноземці з 97 країн, серед них 1649 громадян країн Євросоюзу та 514 громадян України.

## Сусідні муніципалітети
- Беванья
- Монтефалько
- Ночера-Умбра
- Селлано
- Серравалле-ді-К'єнті
- Спелло
- Треві
- Вальтопіна
- Віссо

## Відомі люди
- Анджело з Фоліньйо (1226–1312) — священник Ордену св. Августина, святий
- Анджела з Фоліньйо (1248–1309) — свята Католицької церкви, італійська черниця-францисканка, містичка
- Антонія Флорентійська (1402–1472) —  черниця-францисканка, свята[5]
- Катеріна Спарпелліні (1808–1873) — науковиця з астрономії
- Леонардо Спінаццола (1993) — італійський футболіст, захисник, півзахисник «Роми» і національної збірної Італії

## Галерея зображень

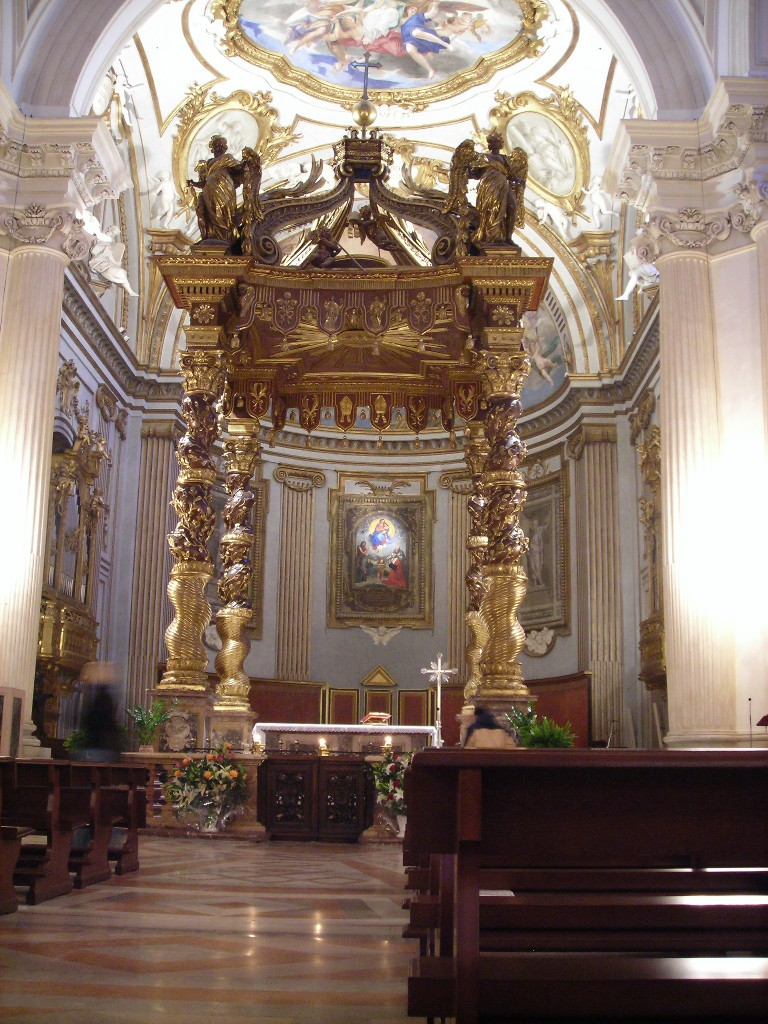
Altare maggiore della Cattedrale di San Feliciano
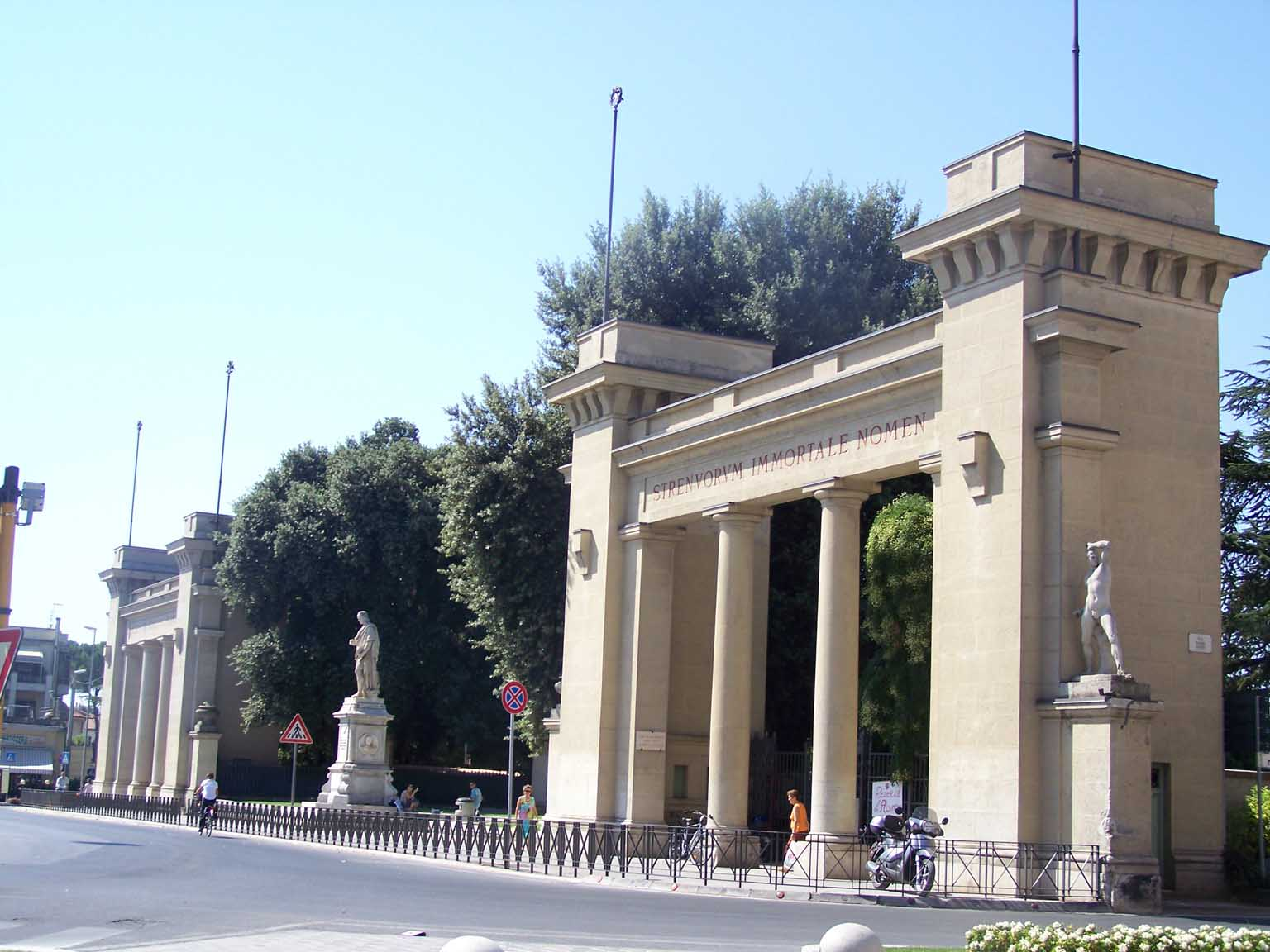
Ingresso monumentale del vecchio stadio
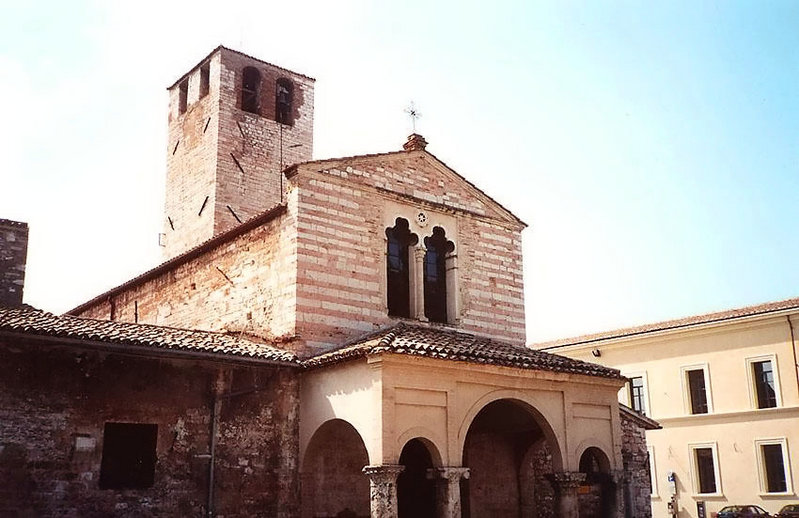
La chiesa romanica di Santa Maria Infraportas
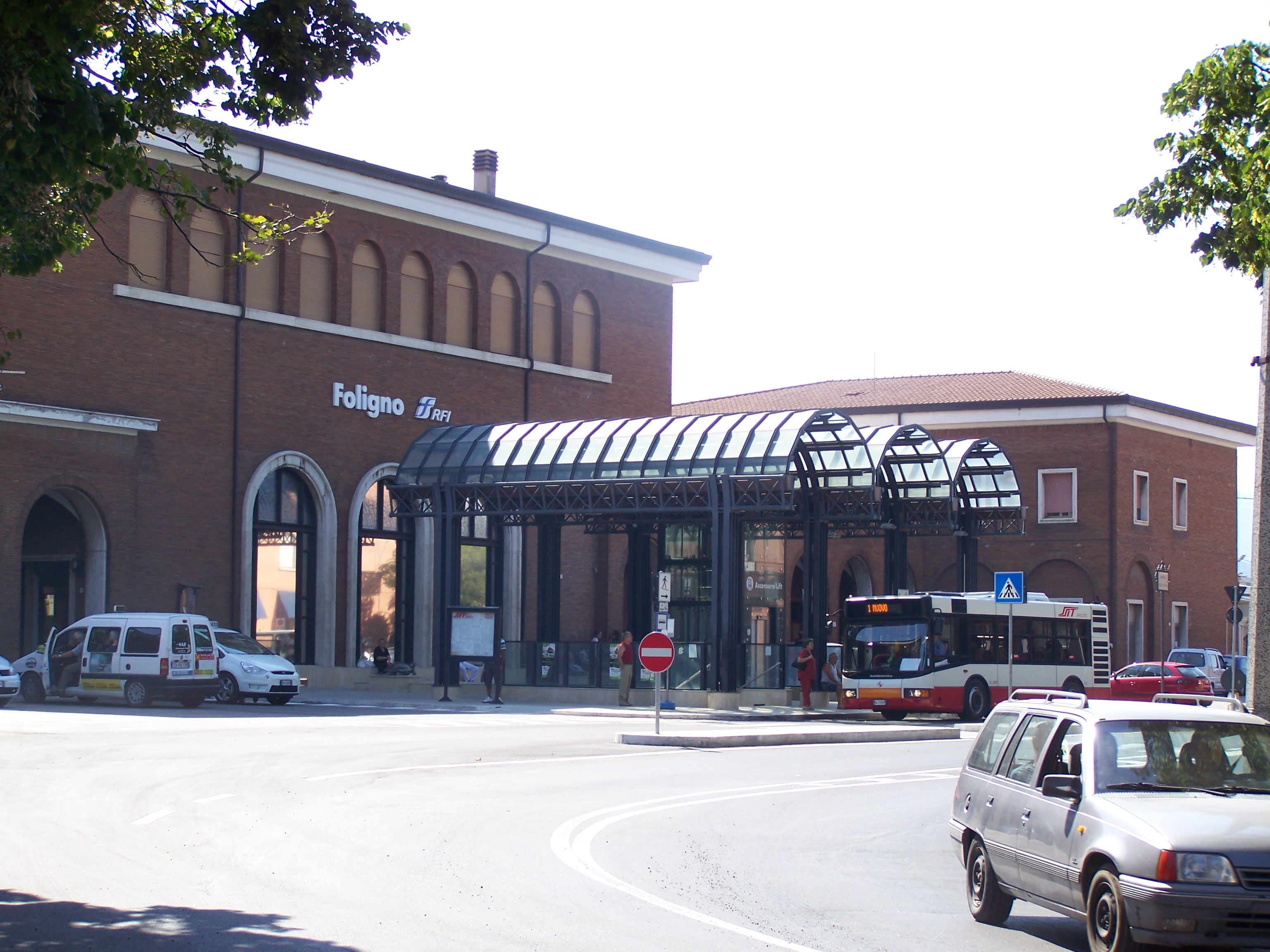
Ingresso principale della stazione
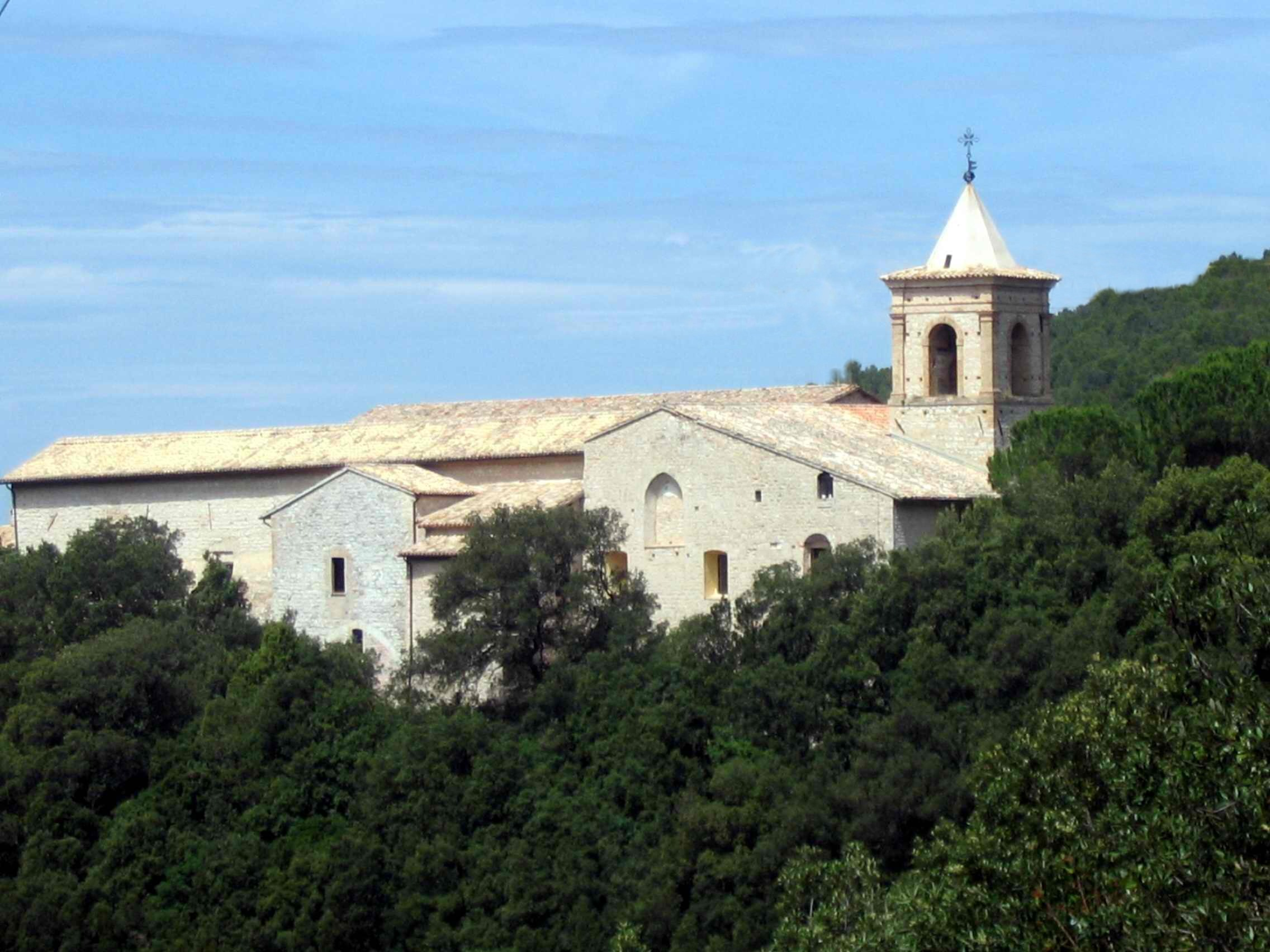
Abbazia di Sassovivo